# Cash Wheeler
Daniel Marshall Wheeler (nascido em 17 de maio de 1987) é um lutador profissional americano. Ele está atualmente trabalha na All Elite Wrestling (AEW) sob o nome de ringue Cash Wheeler. Wheeler também é conhecido por seu tempo na WWE, sob o nome de ringue Dash Wilder. Na WWE, ele conquistou os Campeonatos de Duplas do Raw e SmackDown, bem como o Campeonato de Duplas do NXT e o Campeonato 24/7 da WWE junto com seu parceiro Scott Dawson.

## Carreira na luta profissional

### Circuito independente (2005–2014)
Wheeler fez sua estreia no wrestling profissional em 2005, lutou extensivamente no circuito independente sob o nome de Steven Walters. Ele apareceu principalmente para o NWA Anarchy, onde ganhou o Campeonato de Televisão da NWA Anarchy e o Campeonato de Duplas NWA Anarchy, e para várias outras promoções, como OMEGA Championship Wrestling, Resistance Pro Wrestling e Dragon Gate USA. Ele também lutou internacionalmente por promoções como All Star Wrestling, Preston City Wrestling e Pro Wrestling ZERO1.

### WWE (2014–2020)

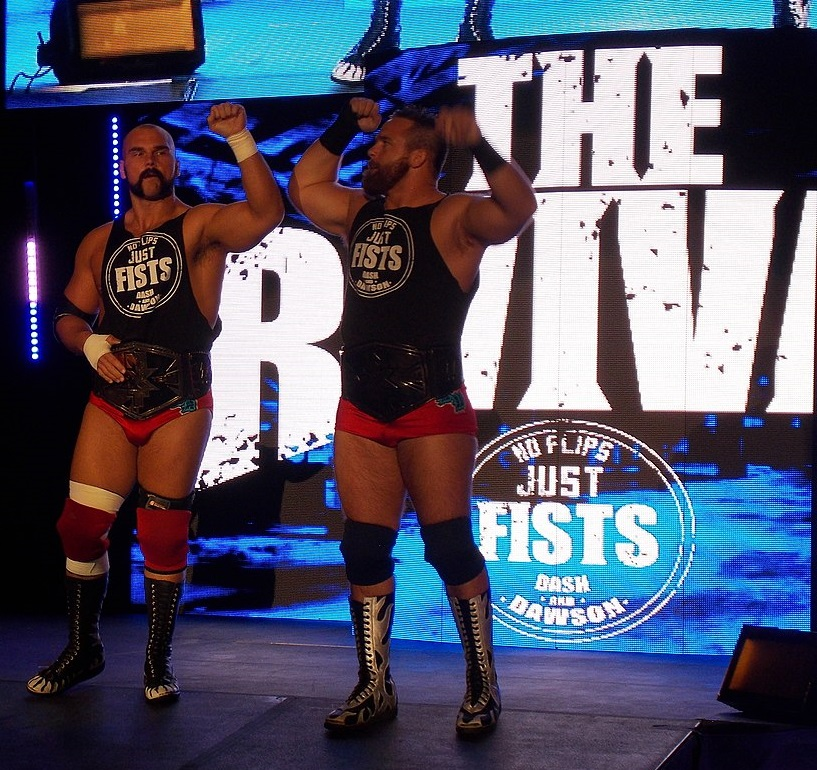
Wilder (right) with Scott Dawson as the NXT Tag Team Champions in September 2016

Wheeler assinou com a WWE em 2014 e se reportou ao WWE Performance Center, assumindo o nome de ringue Dash Wilder. Ele imediatamente formou uma dupla com Scott Dawson, com os dois se apresentando extensivamente em eventos ao vivo sob o nome de The Mechanics. A dupla fez sua estreia no episódio de 17 de julho de 2014 do NXT, perdendo para Bull Dempsey e Mojo Rawley. A dupla fez apenas mais uma aparição na televisão em 2014, perdendo para Enzo Amore e Colin Cassady no episódio de 23 de outubro do NXT, mas continuou a lutar extensivamente em house shows.
A equipe de Dawson e Wilder ressurgiu e conquistou sua primeira vitória televisionada no episódio de 29 de julho de 2015 do NXT, derrotando Amore e Cassady. A dupla se envolveu em uma luta de duplas de 8 homens que foi gravada antes do NXT TakeOver: Brooklyn. No NXT TakeOver: Respect, Dawson e Wilder foram derrotados nas semifinais do Dusty Rhodes Tag Team Classic pelos eventuais vencedores Samoa Joe e Finn Bálor. No episódio de 21 de outubro do NXT, o nome do ringue do The Mechanics foi alterado para Dash e Dawson. A dupla iria ganhar o Campeonato de Duplas do NXT dos Vaudevillains no episódio de 11 de novembro do NXT. Posteriormente, eles defenderam os títulos contra Enzo Amore e Colin Cassady no NXT TakeOver: London. A partir de fevereiro de 2016, a dupla começou a se apresentar sob o nome de equipe The Revival. Os dois fizeram sua estreia no plantel principal em 12 de março de 2016 no Roadblock, novamente defendendo com sucesso seus campeonatos contra Amore e Cassady.
Em 1º de abril no NXT TakeOver: Dallas, The Revival perdeu o Campeonato de Duplas do NXT para o American Alpha (Chad Gable e Jason Jordan), mas os dois recuperaram os títulos do American Alpha dois meses depois no NXT TakeOver: The End. No NXT TakeOver: Brooklyn II, The Revival manteve os títulos contra Johnny Gargano e Tommaso Ciampa. Em uma revanche no NXT Takeover: Toronto, Tommaso Ciampa e Johnny Gargano venceram o Campeonato de Duplas do NXT em uma luta  2 de 3 quedas. No NXT TakeOver: Orlando, Wilder e Dawson perderam para The Authors of Pain em uma luta triple threat pelo Campeonato de Duplas do NXT, também envolvendo DIY.
No episódio de 3 de abril do Raw, The Revival respondeu a um desafio aberto lançado pelo The New Day. O Revival derrotaria o The New Day, e em seguida atacou Kofi Kingston, que não estava participando da partida. Em 14 de abril, Dash Wilder fraturou a mandíbula durante uma luta do NXT em Spartanburg, Carolina do Sul, contra Hideo Itami e Shinsuke Nakamura, o que exigiu cirurgia e o manteria fora de ação por oito semanas. Wilder voltou à competição no ringue na gravação de 26 de junho do Main Event que foi ao ar em 30 de junho, juntando-se a Dawson para derrotar Karl Anderson e Luke Gallows por pinfall. No episódio do Raw de 25 de junho de 2018, Wilder derrotou Roman Reigns em uma luta de duplas. No pré-show do SummerSlam, The Revival perdeu para The B-Team (Bo Dallas e Curtis Axel) em uma tentativa de se tornar Campeões de Duplas do Raw. No Survivor Series, eles faziam parte do Team Raw, mas perderam para o Team SmackDown na luta de eliminação de duplas do Survivor Series 10 contra 10.
Em seguida, iniciaram uma rivalidade contra Lucha House Party (Kalisto, Gran Metalik e Lince Dorado) e sofreram várias derrotas em partidas de handicap. No Raw de 17 de dezembro de 2018, eles derrotaram Lucha House Party, The B-Team e AOP em uma luta Fatal 4-Way, recebendo uma chance pelo título pelo título de duplas. Durante os próximos dois episódios do Raw, eles desafiaram Bobby Roode e Chad Gable pelos títulos, mas Dawson e Wilder não conseguiram vencer as lutas de forma polêmica. Dave Meltzer do The Wrestling Observer relatou que a dupla pediu a liberação de seus contratos com a WWE após a luta contra Lucha House Party em 14 de janeiro de 2019 no episódio do Raw. No episódio de 11 de fevereiro de 2019 do Raw, Dawson e Wilder derrotaram a equipe de Roode e Gable para ganhar o Campeonato de Duplas do Raw. Na WrestleMania 35, The Revival perdeu os títulos para a equipe de Curt Hawkins e Zack Ryder.
No dia 12 de agosto de 2019, durante uma luta de duplas agendada no Raw (o episódio pós-SummerSlam) em que The Revival enfrentava Lucha House Party (Lince Dorado e Gran Metalik, com Kalisto), R-Truth saiu correndo dos bastidores, sendo perseguido por vários lutadores. A luta foi cancelada e The Revival realizou um "Hart Attack" em Truth e simultaneamente o imobilizou para se tornar o primeiro co-campeão do Campeonato 24/7. Porém na mesma noite R-Truth derrotou Dawson, com a ajuda de Carmella, e recuperou o título.  O Revival começou a se alinhar com Randy Orton em uma rivalidade contra o The New Day. Em 15 de setembro no Clash of Champions, The Revival derrotou Xavier Woods e Big E pelo Campeonato de Duplas do SmackDown, tornando-os o primeiro time a conquistar o Campeonato de Duplas do Raw, o Campeonato de Duplas do SmackDown e o Campeonato de Duplas do NXT. O Revival foi elaborado para o SmackDown como parte do Draft da WWE de 2019. Em 10 de abril de 2020, Wilder e seu parceiro de dupla Dawson foram dispensados de seus contratos com a WWE.

### All Elite Wrestling (2020–presente)
Depois de deixar a WWE, Wilder (agora conhecido como Cash Wheeler) e Dawson (agora conhecido como Dax Harwood) adotaram o novo nome de FTR e começaram a aparecer nos shows da All Elite Wrestling (AEW). Eles estrearam no episódio de 27 de maio de 2020 do AEW Dynamite, entrando no anfiteatro Daily's Place em uma caminhonete e atacando The Butcher e The Blade. Em julho de 2020, depois de aparecer na televisão AEW por dois meses, apesar de não ter contrato com a empresa, Wheeler e Harwood assinaram contratos plurianuais com a AEW. Em novembro de 2020, Harwood e Wheeler revelaram em entrevista ao jornalista do Talk Sport Alex McCarthy que FTR queria ingressar na AEW, apesar de ter recebido uma grande oferta de dinheiro para permanecer na WWE, porque eles continuavam sendo retirados dos principais eventos da escalação na WWE, com Wheeler afirmando que "Assim que fomos retirados de todas as nossas datas na lista principal, coube ao NXT como opção e conversamos longamente com Hunter, havia ofertas na mesa que eram muito tentadoras porque amávamos o NXT e adoramos nosso tempo lá, mas no final do dia, como Dax disse, sabíamos que nosso tempo havia terminado."

## Outras mídias
Wilder fez sua estréia no videogame como um personagem jogável em WWE 2K17, e desde então apareceu em WWE 2K18, WWE 2K19, e WWE 2K20.

## Vida pessoal
Wheeler afirmou em uma entrevista em maio de 2020 que todas as suas lutas até este momento, suas favoritas foram partidas de eventos ao vivo entre The Revival e American Alpha durante seus dias de NXT. Ele afirmou que sua partida favorita na tela foi a partida entre as duas equipes no NXT TakeOver: Dallas, pois, embora acreditasse que a partida entre The Revival e DIY no NXT TakeOver: Toronto em 2016 foi melhor, NXT TakeOver: Dallas teve "uma atmosfera mágica especial". Em uma entrevista em novembro de 2020, Wheeler descreveu a próxima partida de FTR com The Young Bucks no Full Gear como uma "luta dos sonhos", afirmando "Rótulo de partida dos sonhos ou não, acho que Dax e eu sempre colocamos muita pressão sobre nós mesmos, para sair lá e atuar no mais alto nível e ser o melhor. Portanto, apesar da partida com o The Young Bucks, sempre temos muita pressão sobre nossos ombros."
Em 2023, Cash Wheeler foi acusado de agressão agravada com arma de fogo.

## Campeonatos e conquistas
- All Elite Wrestling

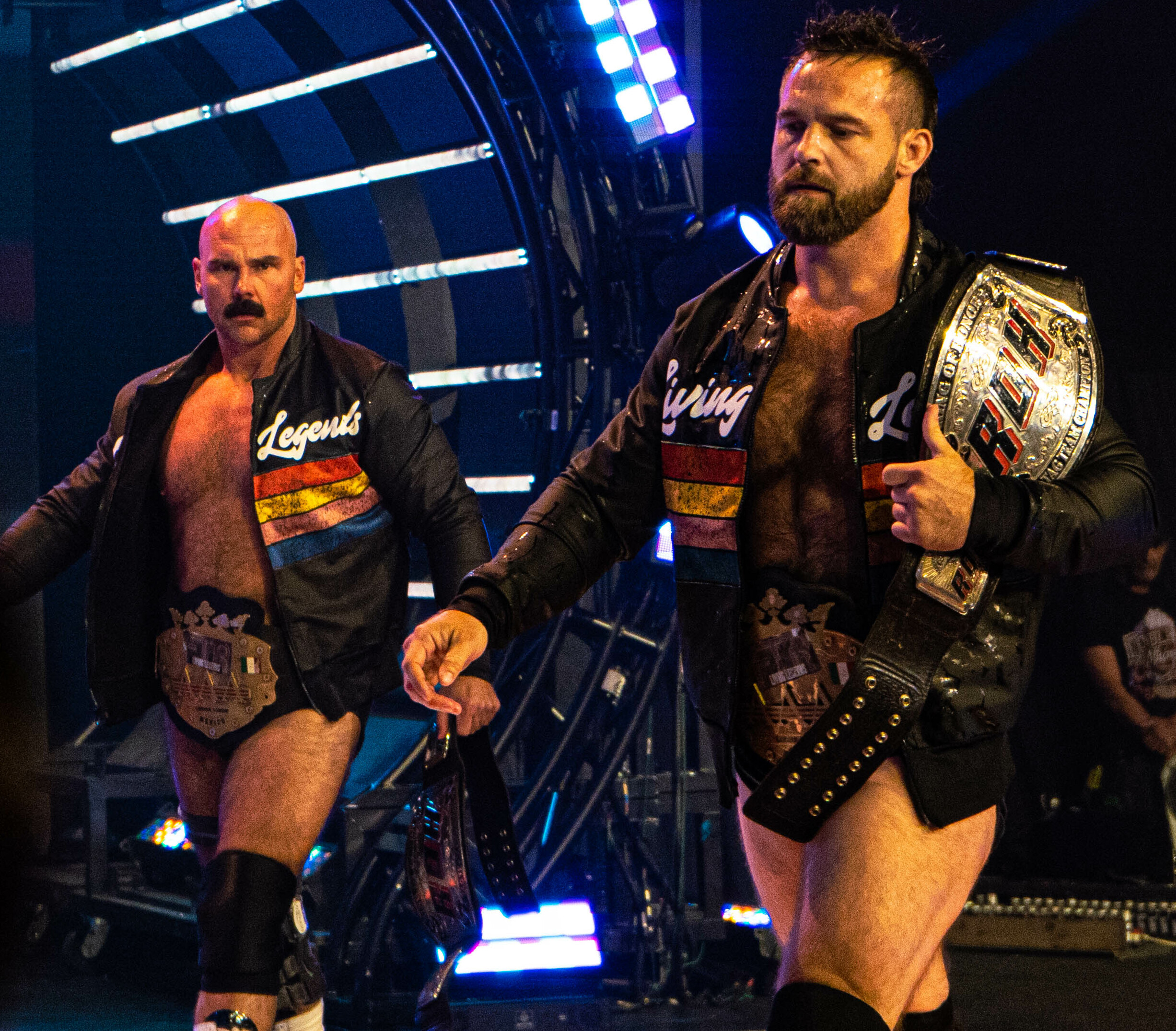
Em 2022, a FTR tornou-se detentora de três campeonatos separados de duplas (ROH, AAA, NJPW), todos ao mesmo tempo. Eles podem ser vistos aqui carregando os títulos AAA e ROH durante sua entrada no AEW x NJPW: Forbidden Door, evento onde conquistaram os títulos NJPW

  - Campeonato Mundial de Duplas da AEW (1 vez) – com Dax Harwood
- Anarchy Wrestling
  - Campeonato de Duplas da NWA Anarchy (2 vezes) – com Derrick Driver
  - Campeonato de Televisão da WA Anarchy (1 vez)
- The Baltimore Sun
  - Duplas do Ano da WWE (2016) – com Scott Dawson
- Lucha Libre AAA Worldwide
  - Campeonato Mundial de Duplas da AAA (1 vez, atual) – com Dax Harwood
- New Japan Pro Wrestling
  - Campeonato de Duplas da IWGP (1 vez. atual) -  com Dax Harwood
- Pro Wrestling Illustrated
  - Classificado em 98º lugar entre os 500 melhores lutadores individuais no PWI 500 em 2019
  - Classificado como o número 1 das 50 melhores equipes de tag no PWI Tag Team 50 em 2020 com Dax Harwood
- Ring of Honor
  - Campeonato Mundial da Duplas da ROH (1 vez, atual) - com Dax Harwood
- WrestleForce
  - Campeonato de Duplas da WrestleForce (1 time) – com John Skyler
- WWE
  - Campeonato 24/7 da WWE (1 vez) – com Scott Dawson[23][a]
  - Campeonato de Duplas do Raw (2 vezes) – com Scott Dawson[24]
  - Campeonato de Duplas do SmackDown (1 vez) – com Scott Dawson[25]
  - Campeonato de Duplas do NXT (2 vezes) – com Scott Dawson[26]
  - Primeiros Campeões da Tríplice Coroa de Duplas da WWE – om Scott Dawson
  - NXT Year-End Award (2 vezes)
    - Luta do Ano (2016) – com Scott Dawson vs. #DIY (Johnny Gargano e Tommaso Ciampa) em uma luta de duas de três quedas pelo Campeonato de Duplas do NXT no NXT TakeOver: Toronto
    - Dupla do Ano (2016) – com Scott Dawson

1 Wilder e Scott Dawson simultaneamente derrotaram R-Truth para se tornarem co-Campeões 24/7.